# Sokubei Mitsui
Sokubei Mitsui, falecido em 1633, foi um Samurai que em 1616, 13 anos depois da vitória de Ieyasu sobre o xogum, a qual ininciara um período de relativa calma política no Japão, decidiu abandonar a vida militar para se tornar comerciante. Os negócios floriram, mesmo com a morte de Sokubei, em boa parte devido ao papel dinâmico da sua esposa, Shuho Mitsui. O casal teve 8 filhos, 4 rapazes e 4 raparigas. Entre os rapazes contava-se Takatoshi Mitsui, que tornaria o nome Mitsui num colosso da economia japonesa, que no início do século XX empregava 3 milhões de pessoas em todo o mundo.